# Vietcong

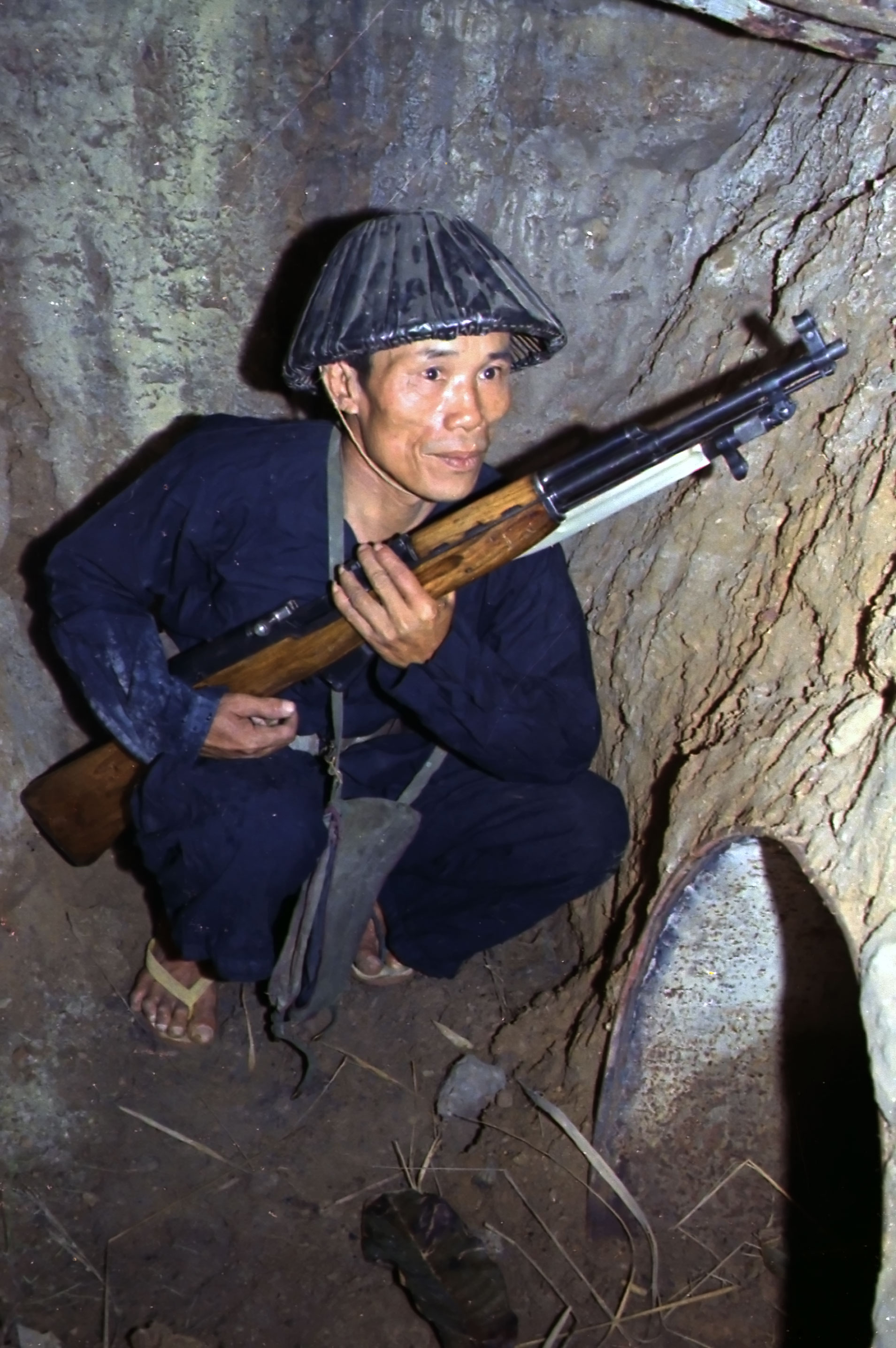
Partyzant Vietcongu w bunkrze z karabinem SKS (inscenizacja)

Vietcong (wiet. Việt Cộng) – nazwa stworzona przez południowowietnamskich polityków i przyjęta przez żołnierzy amerykańskich, a potem przez światowe media, na określenie partyzantów należących w czasie wojny wietnamskiej do Narodowego Frontu Wyzwolenia Wietnamu Południowego (ang. National Front for the Liberation of South Vietnam, wiet. Mặt trận Dân tộc Giải phóng miền Nam Việt Nam).
Nie jest znana liczebność Vietcongu, ale w okresie swej największej aktywności, tj. przed rokiem 1968, przez szeregi partyzanckie przewinęły się setki tysięcy bojowników. Według Williama R. Weira Wietnamczycy popierali Vietcong i rząd Demokratycznej Republiki Wietnamu, ponieważ był on bardziej przekonującym zwolennikiem niepodległości niż rząd Południowego Wietnamu, podporządkowany USA.

## Etymologia nazwy
Nazwa Vietcong (w języku polskim zapisywana też jako Wietkong) jest skrótem frazy z języka wietnamskiego Việt Nam Cộng Sản, czyli „Wietnamski Komunista”. Pierwotnie terminem tym określano armię partyzancką o nazwie Ludowe Zbrojne Siły Wyzwoleńcze, zbrojne ramię Narodowego Frontu Wyzwolenia Wietnamu Południowego (znanego też pod skróconą nazwą Narodowego Frontu Wyzwolenia (NFW) [ang. National Liberation Front, NLF]). Na obszarach pod jego kontrolą NFW obejmował także kadry cywilne, m.in. przywódców wiosek, urzędników i nauczycieli.
Termin Vietcong uważano niekiedy za uwłaczający, aczkolwiek od czasu wojny wietnamskiej jest on znacznie lepiej znany niż Narodowy Front Wyzwolenia. Sam NFW nigdy nie określał się mianem Vietcongu, utrzymując, wbrew twierdzeniom rządu południowowietnamskiego, że nie jest ruchem komunistycznym, lecz frontem narodowym, skupiającym wszystkie siły przeciwne oficjalnej władzy, zarówno komunistycznej proweniencji, jak i niezwiązane z komunistami. Południowowietnamski rząd prezydenta Ngô Đình Diệma uważał za komunistów wszystkich swoich oponentów politycznych.

## Działania Vietcongu
W terminologii amerykańskiej Vietcong był sukcesorem nazwy Việt Minh, określającej siły kierowane przez Hồ Chí Minha w walce o wyzwolenie Wietnamu spod dominacji kolonialnej Francji, w I wojnie indochińskiej, od 1945 do 1954 roku. Jednak w odróżnieniu od Việt Minhu, który obejmował wszystkie siły walczące przeciwko Francji, Vietcong odnosił się jedynie do sił partyzanckich w Wietnamie Południowym. Regularna armia Demokratycznej Republiki Wietnamu nosiła nazwę Wietnamskiej Armii Ludowej. Vietcong aktywnie walczył początkowo z reżimem Ngô Đình Diệma, później z wojskami USA i Republiki Wietnamu, korzystając ze wsparcia Demokratycznej Republiki Wietnamu, ZSRR i ChRL.
W działaniach zbrojnych i uzyskiwaniu pomocy partyzanci Vietcongu wykorzystywali tzw. szlak Ho Chi Minha, jak określano skomplikowany system tajnych tras komunikacyjnych łączących Wietnam Północny z Południowym, omijających silnie obsadzoną strefę zdemilitaryzowaną poprzez obszary sąsiadujących państw, Laosu i Kambodży. System ów zapewniał dostarczanie zaopatrzenia, ludzi i uzbrojenia siłom Vietcongu i Ludowej Armii Wietnamu w całym czasie trwania konfliktu w latach 1960–1975.
W roku 1967, kiedy Amerykanie przeprowadzili dwie wielkie operacje antypartyzanckie („Cedar Falls” i „Junction City”), kilkusettysięczne siły Vietcongu zostały zredukowane do około 150–160 tysięcy. W ramach zorganizowanego i finansowanego przez CIA programu Feniks (ang. Phoenix), wdrażanego od początku lat sześćdziesiątych i wymierzonego w quasi-wywiadowczą strukturę dywersyjną Vietcongu, funkcjonującą w Wietnamie Południowym i krajach ościennych (Laos i Kambodża), nazywaną przez CIA Infrastrukturą Vietcongu (ang. VCI, Viet Cong Infrastructure), tylko w roku 1969 zneutralizowano ponad 19 tys. domniemanych zwolenników i członków NFW, z czego 6 tys. zabito. Po załamaniu się ofensywy Tết 170 tys. byłych partyzantów zdecydowało się na przejście na stronę Wietnamu Południowego. Ujawnienie, że w ramach programu torturowano i zgładzono tysiące, często niewinnych, ludzi (oskarżonych niejednokrotnie np. w wyniku waśni sąsiedzkich czy spraw o długi), zakończyło się głośnym skandalem międzynarodowym.
Program Feniks przyniósł w latach sześćdziesiątych zadowalające rezultaty w Laosie, gdzie zlikwidowano wielu agentów KGB z tzw. pierwszego zarządu głównego (wywiad zagraniczny), funkcjonujących w strukturach Vietcongu oraz innych doradców wywiadowczych z Pathet Lao i ChRL.
W celu likwidacji domniemanych członków VCI w terenie zwykle otaczano podejrzaną o aktywny kontakt z Vietcongiem wioskę i po przeszukaniu przymusowo przesiedlano ludność do otaczanych zasiekami i polami minowymi tzw. wiosek strategicznych. W przypadku prób samowolnego opuszczenia przeszukiwanej wioski lub napotkania kogokolwiek w strefie ogłoszonej jako objętą działaniami wojennymi otwierano ogień. Operacje przeprowadzano zazwyczaj siłami lokalnych sił samoobrony i policji, a nie wojska, co pozwalało uniknąć większych zniszczeń.
Ważnym momentem była ofensywa Tết w 1968 roku, kiedy to komunistyczni partyzanci zaatakowali m.in. Hue i Sajgon, lecz – mimo militarnej klęski – odnieśli sukces propagandowy i polityczny. Jednakże w czasie tej ofensywy Vietcong poniósł tak ogromne straty, że stracił na znaczeniu, a jego działania przejęła następnie Wietnamska Armia Ludowa.
W 1969 roku Front Narodowy powołał Republikę Wietnamu Południowego, która stała się rzeczywistością dopiero po upadku Sajgonu w 1975 roku, któremu po zjednoczeniu nadano nazwę Ho Chi Minh.

## Obraz wojny
Wzrost poparcia dla partyzantki był spowodowany brutalnym traktowaniem cywili wietnamskich przez amerykańskie siły zbrojne. Najgłośniejszą zbrodnią United States Army na cywilach była masakra w Mỹ Lai, w czasie której amerykańscy żołnierze zamordowali 504 osoby (według źródeł amerykańskich 347).
Partyzanci z Vietcongu (podobnie jak armia DRW) również jednak ponoszą bezpośrednią odpowiedzialność za wiele zbrodni wojennych i zbrodni przeciwko ludzkości, których dopuścili się w czasie wojny wietnamskiej. Najbardziej znane z nich to: masakra w Hue, kiedy w ciągu 24 dni komunistycznej okupacji miasta (luty–marzec 1968) specjalne grupy Vietcongu, na podstawie wcześniej sporządzonych list, aresztowały i zamordowały kilka tysięcy osób, głównie południowowietnamską inteligencję, policjantów, urzędników państwowych, duchownych i kilku obywateli RFN, Francji i Stanów Zjednoczonych, a także masakra w Đắk Sơn, wymordowanie od 200 do 252 mieszkańców współpracującej z Amerykanami wioski w środkowym Wietnamie. Łącznie partyzanci wymordowali 3000–4500 osób (za zaginione uznaje się nadal 5000 osób).
Wojskowi amerykańscy twierdzili niejednokrotnie, że Vietcong ukrywa się wśród ludności cywilnej, wskutek czego wojska amerykańskie nie mogły odróżnić partyzantów od cywilów (podobna sytuacja miała miejsce np. w czasie wojny afgańskiej w latach 2001–2006).